# فولينغن
فولينغن (بالألمانية: Pfullingen) هي مدينة وبلدة ألمانية تقع في ألمانيا في بادن-فورتمبيرغ. يقدر عدد سكانها بـ 18,283 نسمة .

## المدن التوأمة
مدن Passy وLichtenstein هي مدن توأمة لـفولينغن.

## أعلام
- إرنست أندريس
- جوهانس فينك